# Liste der Kulturdenkmale in Vollerwiek
In der Liste der Kulturdenkmale in Vollerwiek sind alle Kulturdenkmale der schleswig-holsteinischen Gemeinde Vollerwiek (Kreis Nordfriesland) aufgelistet (Stand: 10. März 2025).

## Legende
In den Spalten befinden sich folgende Informationen:
- Objekt-ID: die Nummer des Kulturdenkmales
- Lage: die Adresse des Kulturdenkmales und die geographischen Koordinaten. Kartenansicht, um Koordinaten zu setzen. In der Kartenansicht sind Kulturdenkmale ohne Koordinaten mit einem roten Marker dargestellt und können in der Karte gesetzt werden. Kulturdenkmale ohne Bild sind mit einem blauen Marker gekennzeichnet, Kulturdenkmale mit Bild mit einem grünen Marker.
- Offizielle Bezeichnung: Bezeichnung des Kulturdenkmales
- Beschreibung: die Beschreibung des Kulturdenkmales
- Bild: ein Bild des Kulturdenkmales

## Sachgesamtheiten
| Objekt-ID      | Lage                                       | Offizielle Bezeichnung | Beschreibung | Bild                             |
| -------------- | ------------------------------------------ | ---------------------- | --- | -------------------------------- |
| 40662 Wikidata | Dorfstraße 4 (54° 17′ 27″ N, 8° 47′ 40″ O) | Kirche St. Martin      | Aktualisierung vorgesehen - Begründung: geschichtlich, künstlerisch, städtebaulich, Kulturlandschaft prägend - Schutzumfang: Kirche St. Martin mit Ausstattung, Kirchhof | weitere Fotos \| Fotos hochladen |

## Bauliche Anlagen
| Objekt-ID | Lage                                        | Offizielle Bezeichnung            | Beschreibung | Bild                             |
| --------- | ------------------------------------------- | --------------------------------- | --- | -------------------------------- |
| 4410      | Dorfstraße 4 (54° 17′ 27″ N, 8° 47′ 40″ O)  | Kirche St. Martin mit Ausstattung | Die Kirche St. Martin wurde 1113 gegründet. Im 19. Jahrhundert wurde der romanische Kirchenbau nach Westen hin erweitert. Alteintragung (Aktualisierung vorgesehen) - Begründung: geschichtlich, künstlerisch, städtebaulich - Schutzumfang: gesamtes Objekt - Denkmaltyp: Bauliche Anlage, Sachgesamtheit: Kirche St. Martin                                            | weitere Fotos \| Fotos hochladen |
| 4412      | Dorfstraße 5 (54° 17′ 25″ N, 8° 47′ 34″ O)  | Haubarg                           | Haubarg; um 1849; reetgedeckter Backsteinbau, Vorhüs nach Osten mit Zwerchgiebel und Sandsteinportal, Achterhüs nach Westen mit rekonstruierten Spitzgiebeln über Lootor und Stalltür, im Inneren Vierkant aus vier Kieferständern - Begründung: geschichtlich, wissenschaftlich, Kulturlandschaft prägend - Schutzumfang: gesamtes Objekt - Denkmaltyp: Bauliche Anlage | BW                               |
| 8159      | Hebammenweg 2 (54° 17′ 39″ N, 8° 47′ 11″ O) | ehem. Hebammenkate                | ehem. Hebammenkate; wohl 1. H. 19. Jh.; eingeschossiger, traufständiger Backsteinbau unter reetgedecktem Schopfwalmdach, scheitrechte quadratische Fenster, Tür an Nord- und Südseite, Heuluke im westlichen Backengiebel - Begründung: geschichtlich, Kulturlandschaft prägend - Schutzumfang: gesamtes Objekt - Denkmaltyp: Bauliche Anlage                            | BW                               |

## Gründenkmale
| Objekt-ID      | Lage                                       | Offizielle Bezeichnung | Beschreibung | Bild            |
| -------------- | ------------------------------------------ | ---------------------- | --- | --------------- |
| 19590 Wikidata | Dorfstraße 4 (54° 17′ 28″ N, 8° 47′ 41″ O) | Kirchhof               | Alteintragung (Aktualisierung vorgesehen) - Begründung: geschichtlich, Kulturlandschaft prägend - Schutzumfang: gesamtes Objekt - Denkmaltyp: Gründenkmal, Sachgesamtheit: Kirche St. Martin | Fotos hochladen |

## Quelle
- Liste der Kulturdenkmale in Schleswig-Holstein – Kreis Nordfriesland (PDF)

- Karte mit allen Koordinaten:
- OSM |
- WikiMap